# Прапор Японії
Прапор Японії (яп. 日本の国旗 «сонячний прапор», на Батьківщині також називають «хіномару» (日の丸), にっぽんのこっき, ніппон но коккі) — національний прапор Японії у вигляді червоного сонячного диска на білому тлі. Використовується з 1870 року. Затверджений 13 серпня 1999 року законом Японії про національний прапор і національний гімн.

## Короткі відомості
Головний мотив японського прапора — червоний сонячний диск. Він вживається у японському декоративному мистецтві з VIII століття. Кружальця, що уособлювали сонце, часто зображалися на зброї, військових віялах, меблях тощо.
Перші згадки щодо використання японцями білих прапорів із червоними сонячними дисками сягають XII століття — часів війни між самурайськими родами Тайра і Мінамото. Особливого поширення такі прапори набули в період самурайських міжусобиць наприкінці XV — початку XVII століть.
Протягом XVII — початку XIX століття японський уряд сьоґунат Токуґава використовував білі прапори із червоними кружальцями як знак для транспортних кораблів, що привозили рис до урядової резиденції в Едо. 1854 року, за порадою сацумського володаря Сімадзу Наріакіри, уряд зобов'язав усі японські кораблі вивішувати «стяг із сонячним диском на білому тлі» для розрізнення їх від іноземних суден. Надалі цей прапор став сприйматися закордоном як символ Японії.
Під час реставрації Імператорського правління і повалення сьоґунату 1868 року, а також громадянської війни Босін 1868—1869 років, білий сонячний прапор був символом антиурядової опозиції, яка прагнула відновити сьоґунат. На противагу їй урядові сили використовували червоні прапори із Імператорськими золотими хризантемами або золотими сонячними дисками.

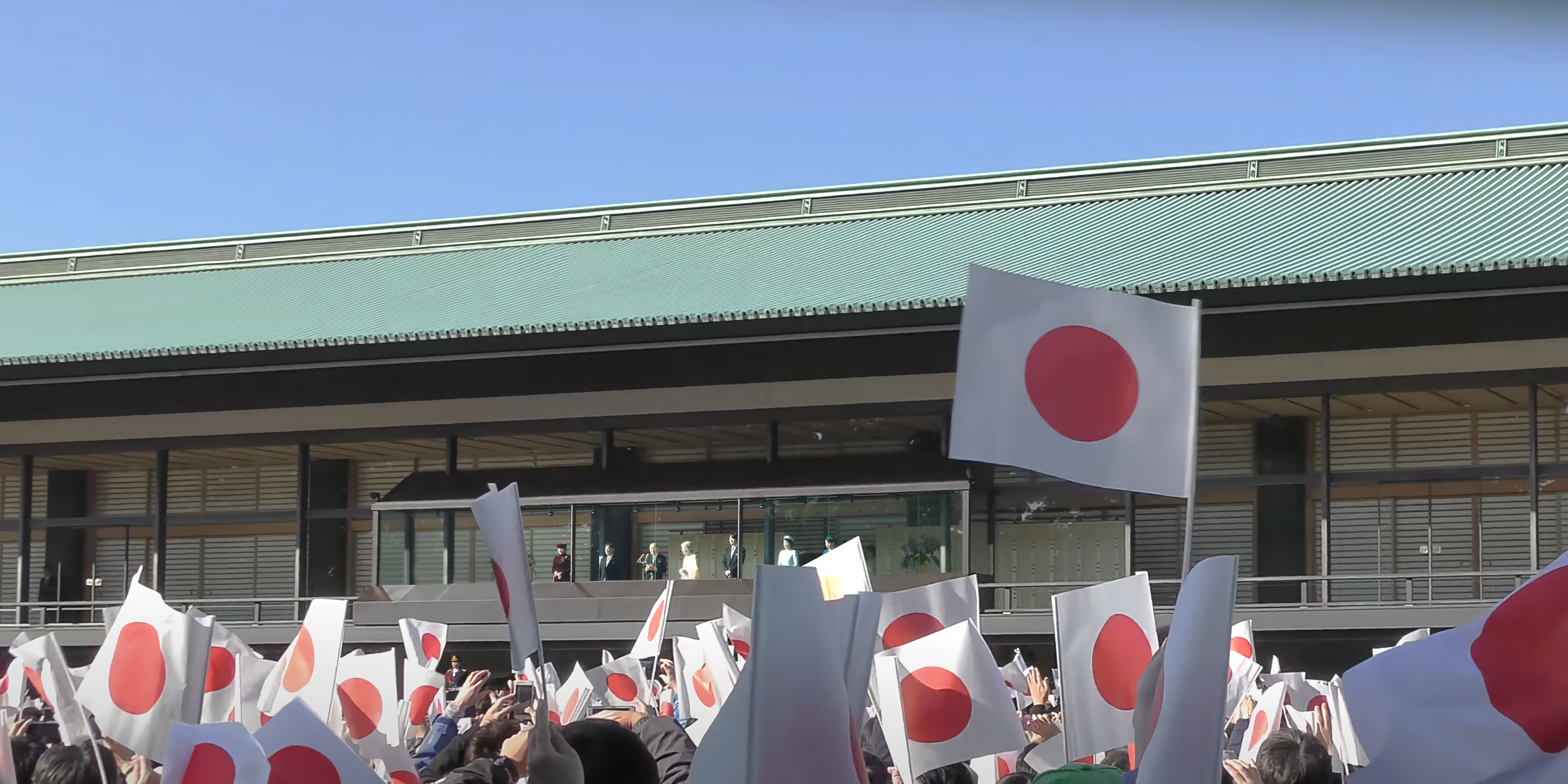
День народження Імператора Акіхіто (2017).

27 лютого 1870 року, зважаючи на міжнародне визнання білого стягу із червоним сонцем як прапора Японії, Велика державна рада затвердила його «прапором держави». Згідно з урядовою постановою № 57 прапор мав біле полотнище. Його висота становила 7/10 довжини. Червоний сонячний диск був зміщений від центру в бік древка на 1/100 довжини прапора. Згодом, 1875 року, такий мотив було використано під час затвердження форми військово-морського прапора Японії.
1945 року, після поразки Японії у Другій світовій війні й окупації військами США, окупаційна влада заборонила вивішувати й використовувати японський прапор. За чотири роки ця заборона була скасована постановою Генерального штабу головнокомандувача окупаційними військами.
У серпні 1999 року японський Парламент прийняв «Закон про національний прапор і національний гімн», яким законодавчо затвердив за білим сонячним прапором статус національного. Новий закон скасував урядову постанову № 57 від 1870 року й змінив стару форму прапора. Біло-червона кольорова гама зберігалася, але змінювалися розміри полотнища та сонячного диска. Висота національного прапора мусила складати 2/3 його довжини, а діаметр диску — 3/5 висоти. Сам диск розміщувався рівно в центрі полотнища. Закон дозволяв використання прапорів старої форми, якщо вони були виготовлені до оголошення закону.